# Ginnastica ai Giochi della I Olimpiade - Parallele
La gara delle parallele dei Giochi della I Olimpiade fu uno degli otto eventi sportivi, riguardanti la ginnastica dei primi Giochi olimpici moderni, tenutosi ad Atene, il 10 aprile 1896.
Hanno partecipato alla competizione 18 atleti provenienti da cinque nazioni. La gara, che si tenne nell'arena dello Stadio Panathinaiko di Atene era riservata ai soli atleti maschi, come tutte le competizioni dell'Olimpiade di Atene 1896.

## Risultati
| Posizione | Atleta               | Paese    |
| --------- | -------------------- | -------- |
|           | Alfred Flatow        | Germania |
|           | Louis Zutter         | Svizzera |
| ?         | Conrad Böcker        | Germania |
| ?         | Charles Champaud     | Svizzera |
| ?         | Gustav Flatow        | Germania |
| ?         | Adolphe Grisel       | Francia  |
| ?         | Georg Hillmar        | Germania |
| ?         | Gyula Kakas          | Ungheria |
| ?         | Filippos Karvelas    | Grecia   |
| ?         | Fritz Manteuffel     | Germania |
| ?         | Iōannīs Mītropoulos  | Grecia   |
| ?         | Karl Neukirch        | Germania |
| ?         | Antonios Papaigannou | Grecia   |
| ?         | Richard Röstel       | Germania |
| ?         | Gustav Schuft        | Germania |
| ?         | Carl Schuhmann       | Germania |
| ?         | Dezső Wein           | Ungheria |
| ?         | Hermann Weingärtner  | Germania |